# Deverra (deusa)
Na mitologia romana, Deverra (aparentemente originada do latim deverro "varrer para longe") foi uma dos três deuses que protegiam as parteiras e as mulheres no trabalho de parto, as outras duas sendo Pilumno e Intercidona. Simbolizada por uma vassoura costumava varrer para longe as más influências, ela regulava as vassouras usadas para purificar os templos na preparação de vários serviços, sacrifícios e celebrações de culto.